# Związek Komunistów Jugosławii
Związek Komunistów Jugosławii (ZKJ), Savez Komunista Jugoslavije (SKJ) (w 1919: Socjalistyczna Partia Robotnicza Jugosławii (SPRJ), Socijalistička Radnička Partija Jugoslavije (SRPJ), w latach 1919-1952: Komunistyczna Partia Jugosławii (KPJ), Komunistička Partija Jugoslavije (KPJ)) – partia polityczna istniejąca w latach 1919–1990, sprawująca władzę w Jugosławii w latach 1945–1990. Związek Komunistów Jugosławii został utworzony jako Socjalistyczna Partia Robotnicza Jugosławii w 1919 i od początku był członkiem Międzynarodówki Komunistycznej. W latach 1920–1952 nosił nazwę Komunistyczna Partia Jugosławii (KPJ). Delegalizacja KPJ w 1921 i spory frakcyjne hamowały jego działalność. Aktywność partii wzrosła po objęciu w 1937 kierownictwa przez Josipa Broza Titę. KPJ występowała wtedy przeciw zbliżeniu Jugosławii z III Rzeszą. W zajętej w kwietniu 1941 przez Niemcy i ich sojuszników Jugosławii, KPJ wysunęła hasło powstania narodowego przeciw okupantom i kierowała masowym ruchem wyzwoleńczym. Zorganizowała silne oddziały partyzanckie, które zostały przekształcone później w Wojska Narodowowyzwoleńcze. Po II wojnie światowej przejęła pełnię władzy, eliminując przeciwników politycznych i wprowadzając monopartyjną dyktaturę. W 1948 po ostrym konflikcie J. B. Tity z Józefem Stalinem doprowadziła do zerwania współpracy z innymi partiami komunistycznymi. Współpracę nawiązano ponownie w 1955. Od 1965 Komitet Centralny mieścił się w wieżowcu Ušće Tower w Belgradzie.
ZKJ był inicjatorem udziału Jugosławii w ruchu państw niezaangażowanych. Od śmierci Josipa Broza Tity w 1980, funkcję przywódcy ZKJ pełniło Prezydium Komitetu Centralnego ZKJ. Jego przewodniczący wybierany był spośród członków Prezydium na jeden rok. ZKJ samorozwiązała się w styczniu 1990 podczas XIV kongresu tej partii w Belgradzie, u zmierzchu istnienia Socjalistycznej Federacyjnej Republiki Jugosławii. W miejsce partii w republikach związkowych Jugosławii, a później w niepodległych państwach, powstał szereg partii o charakterze centrolewicowym i socjaldemokratycznym.

## Historia

### Początki działalności partii

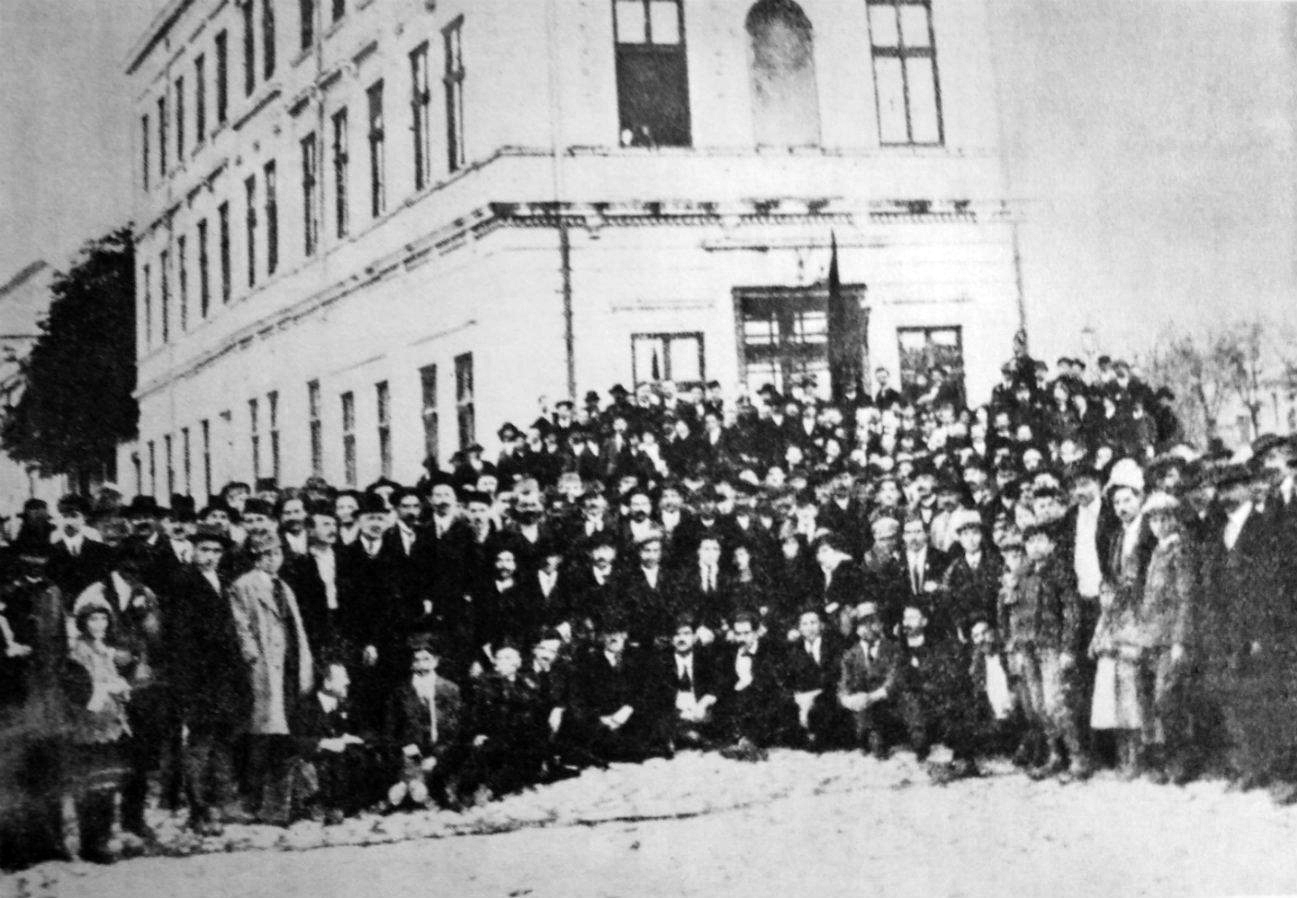
Kongres założycielski KPJ w Belgradzie w 1919

Komunistyczna Partia Jugosławii powstała w 1919. W wyborach parlamentarnych, które odbyły się rok później, komuniści uzyskali 59 miejsc w parlamencie i stali się trzecią siłą polityczną kraju. KPJ została zdelegalizowana przez reżim królewski w 1921 i utraciła wszystkie mandaty, a jej działaczy poddano represjom. Partia przeszła do podziemia, a część jej kadr zbiegła do granicy. Na początku lat 30. członkowie Komitetu Centralnego Komunistycznej Partii Jugosławii znaleźli schronienie w Wiedniu, a plenarne zebrania partii odbywały się m.in. w Czechosłowacji, komuniści jugosłowiańscy działali również w ZSRR. Pozostając w rozbiciu, komuniści podjęli próbę restauracji partii na terenie kraju w 1935 gdy powołali tam lewicową formację działającą pod nazwą Zjednoczona Partia Robotnicza, partia ta została jednak szybko rozbita, a 950 jej członków i zwolenników trafiło do więzień.
W lecie 1936 w ZSRR doszło do narady kierownictwa KP Jugosławii. KC ustalił, że powróci z Wiednia na teren Jugosławii. W Wiedniu pozostać miał sekretarz polityczny, jednocześnie utrzymywano siedzibę KC w Paryżu. Partia zorganizowała pobór ochotników walczących w hiszpańskiej wojnie domowej, co w dużym stopniu uniemożliwione zostało przez wywiad faszystów włoskich.
W 1937 na rozkaz Józefa Stalina radzieckie służby specjalne zamordowały w Moskwie Sekretarza Generalnego KPJ Milana Gorkicia, którego oskarżono o trockizm i zdradę. W 1936 do Jugosławii z ZSRR przybył „Towarzysz Walter” – Josip Broz Tito mający zastąpić Gorkića. Jako sekretarz generalny krytykował faszystowskie Włochy i nazistowskie Niemcy. W maju 1938 Tito utworzył w Jugosławii Tymczasowe Kierownictwo KP Jugosławii.

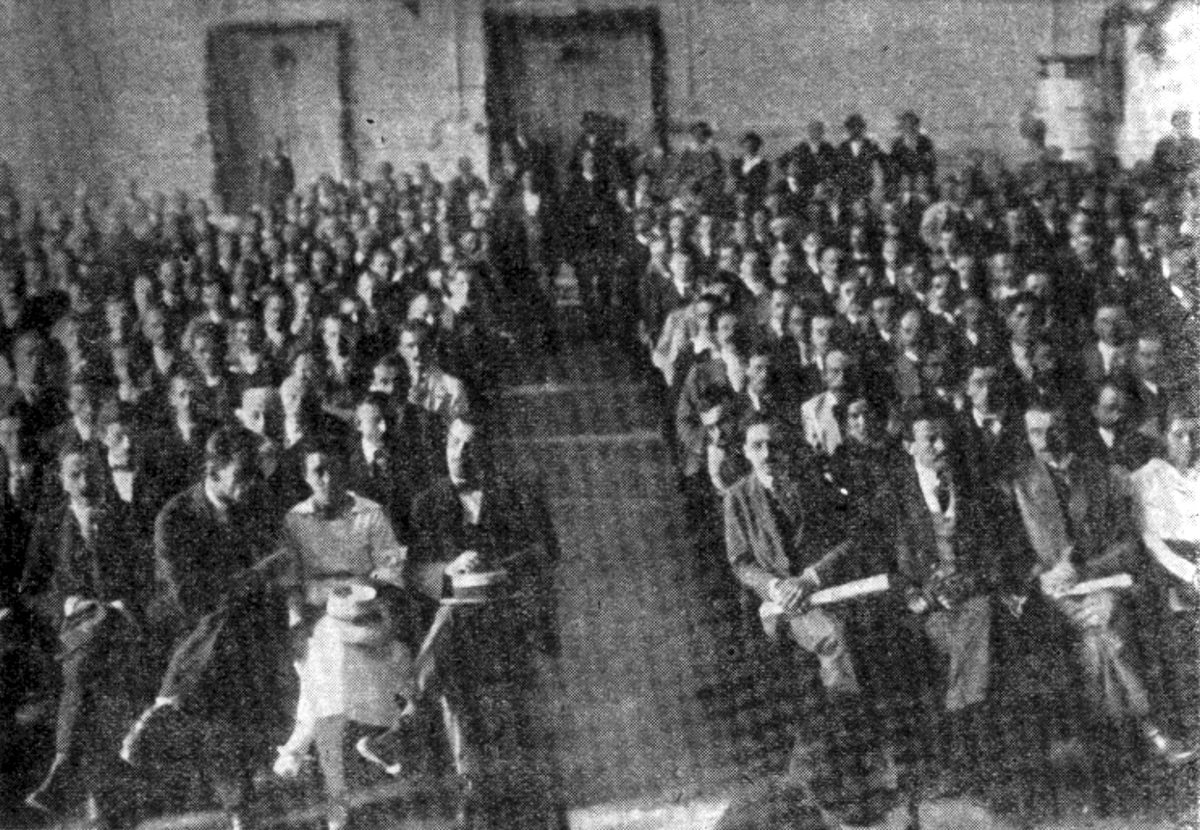
Delegaci na drugi kongres partii

Przed wojną, KPJ o mało nie podzieliła losu rozbitej przez stalinistów Komunistycznej Partii Polski. Także tej partii groziły czystka wśród liderów i rozwiązanie. Także sam Tito na samym początku wojny został oskarżony o trockizm, współpracę z hitlerowskim wywiadem gestapo i jugosłowiańskimi służbami bezpieczeństwa. Prawdopodobnie uratował go fakt wpadki funkcjonariusza radzieckich służb specjalnych, który sformułował oskarżenia względem Tity, funkcjonariusz dostał się bowiem w ręce gestapo w Belgradzie. W obliczu możliwego rozwiązania partii, KPJ przyjęła stalinowski kurs ideologiczny.

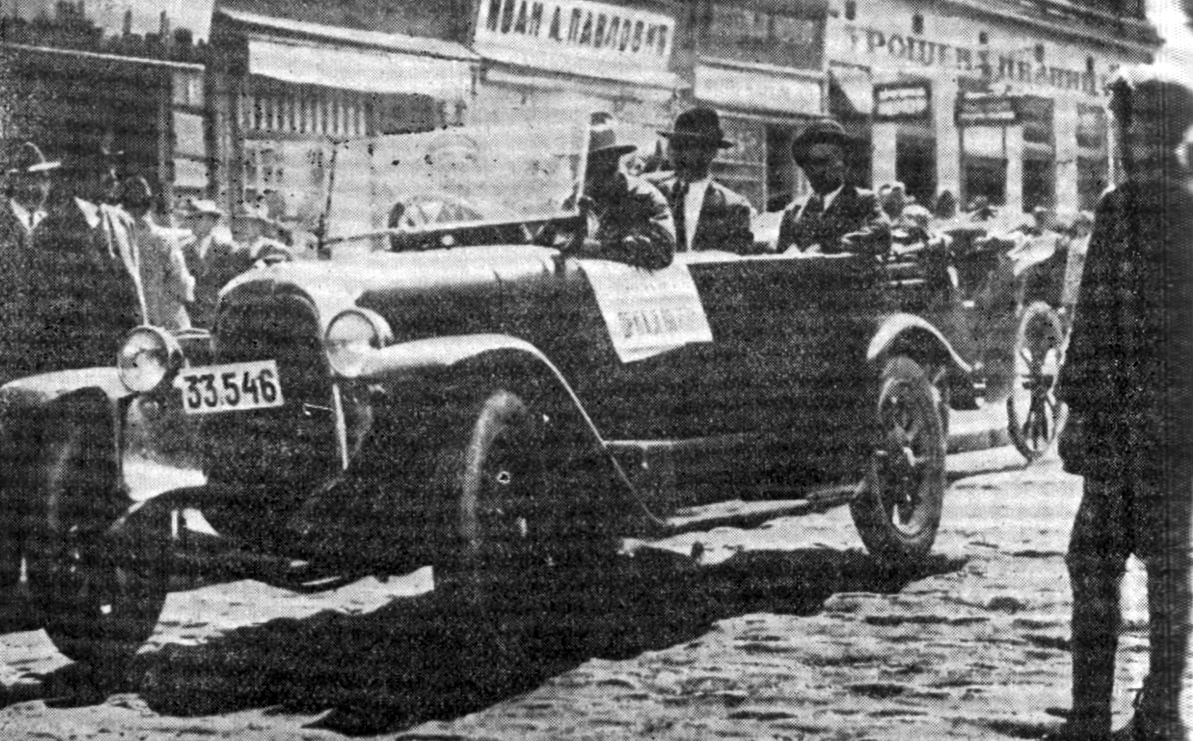
Kampania wyborcza KPJ w 1920

Gdy rząd królewski przyłączył się do państw Osi, rozpoczęły się ogólnokrajowe protesty, a mieszkańcy kraju uznali tę decyzję za zdradę. Tito zwołał KC i wydał odezwę do Jugosłowian, wezwał do obrony niezależności Jugosławii i zawarcia sojuszu z ZSRR, choć ten na skutek paktu Ribbentrop-Mołotow był obojętny wobec poczynań Niemców. Masowe protesty doprowadziły do chaosu w kraju, w wyniku którego Hitler nakazał zaatakować Jugosławię. 6 kwietnia 1941 roku niemieckie, włoskie i węgierskie siły zaatakowały Jugosławię i w ciągu kilkunastu dni zajęły całe państwo. 10 kwietnia 1941 roku przedstawiciel faszystowskich, chorwackich ustaszy, Slavko Kvaternik, proklamował powstanie satelickiego Niezależnego Państwa Chorwackiego. Odpowiedzią partii na atak było powołanie Komitetu Wojskowego działającego w ramach Komitetu Centralnego Komunistycznej Partii Jugosławii.

### Okres okupacji
17 kwietnia 1941 Jugosławia skapitulowała. Formowanie komunistycznego ruchu oporu na terytorium okupowanej Jugosławii rozpoczęło się 28 kwietnia 1941 w słoweńskiej Lublanie. Tito od początku odgrywał w tym ruchu przywódczą rolę. 1 maja 1941 Tito wydał ulotkę wzywającą społeczeństwo do zjednoczenia się w walce przeciwko okupantom. 27 czerwca 1941 KC KPJ mianowało naczelnego dowódcę armii partyzanckiej, a działacze rozpoczęli przygotowania do przeprowadzenia ogólnonarodowego powstania. Komuniści opracowali plan Walki Narodowo Wyzwoleńczej. Tito przedostał się do Belgradu, skąd dowodził przygotowaniami do tworzenia ruchu oporu. Zamieszkał na ulicy Molerovej w mieszkaniu kolejarza Savicia. Komunistów ożywiła inwazja Niemców na ZSRR, Broz natychmiast zwołał KC. Opinie były podzielone – Milovan Đilas krzyknął „Zobaczycie, za dwa miesiące Czerwona Armia będzie w Jugosławii!”, innego zdania był Aleksander Ranković, który uważał, że atak na ZSRR osłabi morale komunistów Jugosławii. W czasie spotkania KC próbowano złapać zasięg zagranicznych stacji, radia radzieckie i niemieckie podawały muzykę. W końcu udało się złapać sygnał stacji węgierskiej, która podała, że wkrótce Armia Czerwona zostanie rozbita. KC wydał odezwę wzywającą do powstania, podobny apel wydała licząca 30 tysięcy osób organizacja młodzieżowa SKOJ.
28 czerwca KPJ powołała Główny Sztab Narodowo-Wyzwoleńczych Partyzanckich Oddziałów Jugosławii. Do sztabu weszli członkowie KC partii: Edward Kardelj, Aleksander Ranković, Franc Leskośek, Ivan Milutinović i Rade Konćar, którzy rozdzielili się i wyruszyli w różne części okupowanego kraju. 4 lipca wezwano do powstania – na szczytach gór rozpalano ogniska, co według prasłowiańskiego zwyczaju było wezwaniem do walki. 13 lipca zaczęło się powstanie w Czarnogórze i po kilku dniach wojska włoskie działały już tylko w kilku miejscowościach. 22 lipca wybuchło powstanie w Słowenii, 27 w Chorwacji, Bośni oraz Hercegowinie, a 11 października w Macedonii.

Flaga partii

KPJ łączyła prowadzenie wojny z rewolucją. Taktyka zakładała budowę organów władzy rewolucyjnej na podstawie komitetów ludowowyzwoleńczych walczących z okupantami. Tym samym komuniści z Jugosławii realizowali tę strategię niezależnie od pozostałych partii ruchu komunistycznego. Na wyzwolonych terytoriach partyzanci organizowali komitety ludowe, które miały działać jako rządy cywilne.
W szeregach armii partyzanckiej wprowadzono określone zasady – nie można było np. pić alkoholu, wyjątkiem były ciężkie zimy. Wprowadzono surowe kary za kradzieże – w przypadku gdy okradzeni zostali cywile, złodziej-partyzant mógł być ukarany karą śmierci. Była to jedna z pierwszych armii w historii Jugosławii.

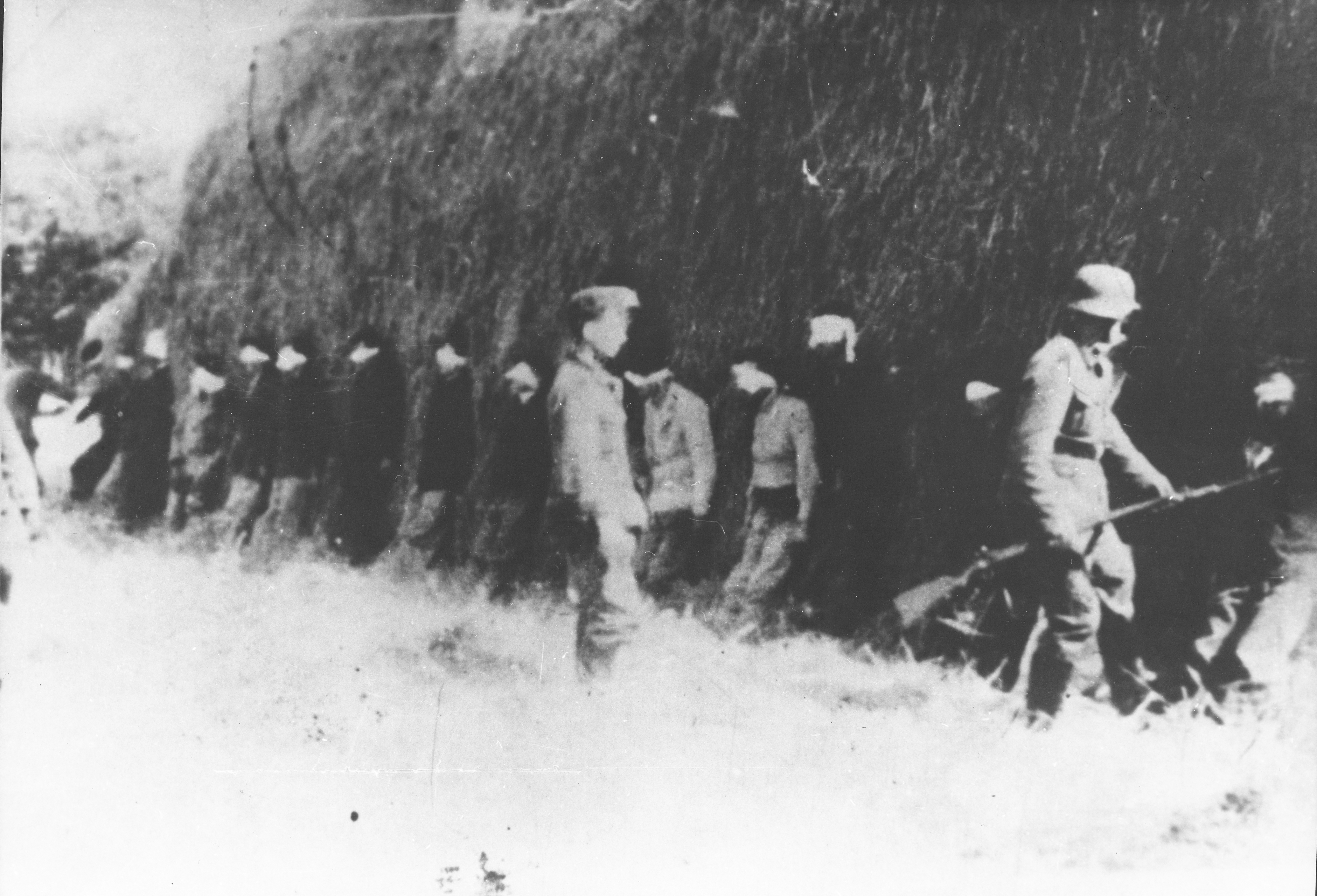
Rozstrzelani przez Niemców partyzanci w kwietniu 1941 roku

Od maja 1941 partyzanci musieli rywalizować z silniejszymi Królewskimi Wojskami Jugosłowiańskimi w Ojczyźnie generała Dragoljuba „Dražy” Mihailovicia, zwanymi inaczej Czetnikami (czetnicy powstali już po tym jak titoiści zaczęli działalność militarną). Czetnicy cieszyli się poparciem Wielkiej Brytanii, USA i jugosłowiańskiego rządu na wygnaniu króla Piotra II. Tito uważał, że należy dojść z czetnikami do porozumienia i proponował Mihailovićowi wspólne walki przeciwko Niemcom. Pomimo konfliktu z Czetnikami, partyzanci Tito wyzwolili pewne tereny, zwłaszcza na obszarze proklamowanej przez partyzantów „Republiki Užičkiej”. 19 września i 27 października 1941 roku Tito przeprowadził nieudane rozmowy z liderem wojsk czetnickich, Dražą Mihailovićem.
Wraz z porażkami sił Osi na stronę partyzantów przechodziły całe jednostki kolaboranckie. W Zagorju na stronę ruchu oporu wraz z oficerami przeszedł cały Varadzinski Pułk Artyleryjski. W Slavonii z ochotników z Czechosłowacji powstał batalion „Jan Žižka”, ochotnicy niemieccy założyli batalion „Ernst Thalmann”, a węgierscy „Sándor Petőfi”. Stopniowo alianccy przywódcy zaprzestali popierać czetników, Brytyjczycy cofnęli poparcie dla nich nawet przed tym, gdy Sowieci oficjalnie uznali komunistów jugosłowiańskich za jedynego alianta w tym kraju, powodem decyzji Brytyjczyków była prowadzona przez czetników polityka kolaboracji. Król Jugosławii Piotr II i prezydent Franklin Roosevelt dołączyli do radzieckiego dyktatora partyzantów na konferencji w Teheranie. W wyniku tej reorientacji politycznej zachodnich aliantów partyzanci Tity zaczęli otrzymywać wsparcie także od nich. 17 czerwca 1944 na dalmatyńskiej wyspie Vis podpisano traktat z Vis (viski sporazum, znany też jako Porozumieniem Tito-Šubašić), który scalił rząd Tity z rządem na wygnaniu króla Piotra II. Partyzanci byli wspierani bezpośrednio przez alianckich spadochroniarzy przydzielonych do ich sztabu dowodzenia z brygadierem Fitzroyem Macleanem na czele, jednak współpraca między nimi a Titą była bardzo trudna. W czerwcu 1944 roku alianci powołali także Bałkańskie Siły Powietrzne, które startując z Włoch udzielały wsparcia jugosłowiańskim bojownikom.
Na koniec stycznia 1944 zwołano KC KPJ, delegaci wysłali list do liderów partii w całym kraju, w którym prosili o zmianę nastawienia do USA i Wielkiej Brytanii w prasie partyjnej. Nowy kurs zakładał pozytywny stosunek do aliantów zachodnich, równocześnie zabroniono wychwalania ZSRR. Stosunki zagraniczne według Tity miały bazować na dobrych kontaktach z USA, ZSRR i Wielką Brytanią, przy czym twierdząc, iż doświadczenie z przeszłości pokazuje, jak wiele i jak drogo płacił naród Jugosławii za to, że obce mocarstwa mieszały się do jego wewnętrznej i zagranicznej polityki. Doprowadzało to do międzynarodowych komplikacji, starć i wreszcie wojny.
12 września 1944 Piotr II wezwał wszystkich Jugosłowian do uznania rządu KPJ i stwierdził, że ci, którzy są przeciwnikami partyzantów są „zdrajcami”. W krótkim czasie Tito, jako premier Jugosławii, został uznany przez wszystkie rządy alianckie, w tym rząd na wygnaniu. 28 września 1944 radziecka agencja TAAS poinformowała, że Tito podpisał umowę zezwalającą wojskom radzieckim na wkroczenie na terytorium Jugosławii w celu pokonania sił Osi na północno-wschodnich obszarach Jugosławii. Komunistyczni partyzanci nawiązali stosunki z partyzantami albańskimi. Na terenie Kosowa podzielonego na Albańczyków i Serbów działały bowiem nieprzychylne wojskom Tity oddziały partyzanckie proalbańskie i wielkoserbskie (wzajemnie się zwalczały). Doradcą wojskowym albańskich komunistów został Blaźo Jovanović. Pod koniec wojny partyzanci utworzyli regularną, liczącą 800 tysięcy żołnierzy armię. Wspomagani przez Armię Czerwoną partyzanci wyzwolili swój kraj w 1945. Umiarkowany premier królewski Śubaśic spotkał się z liderem komunistów 14 czerwca. W wyniku ich porozumienia do rządu londyńskiego dołączyło trzech krajowych ministrów, ustalono też, że żaden z ministrów tego rządu nie może być byłym kolaborantem bądź uczestnikiem walk z partyzantką. Po spotkaniu Śubaśić uznał Ruch Narodowo-Wyzwoleńczy, natomiast Tito nawiązał oficjalne stosunki z rządem emigracyjnym. Pod koniec lipca USA i ZSRR uznały koalicyjny komunistyczno-monarchistyczny rząd Śubaśicia.

### Kształtowanie się nowego systemu i walka o władzę
12 maja powołano Komunistyczną Partię Serbii. Na kongresie przedstawiono zadania, z którymi borykał się kraj – odbudowę kraju, umocnienie braterstwa i równouprawnienia wszystkich narodów Jugosławii. Skrytykowano aliantów zachodnich, którzy odrzucili plany włączenia do Jugosławii fragmentu Austrii zamieszkiwanego przez Słoweńców, a ponadto zażądali od Jugosławii opuszczenia Karyntii i negowały prawo do posiadania przez to państwo obszarów Istrii, Przymorza Słoweńskiego i Triestu. Tito opowiedział się za sojuszem z ZSRR. Jeszcze tego samego dnia ambasador Wielkiej Brytanii ponownie zażądał od Tity, aby ten wycofał swoje wojska z Austrii, Włoch i cofnął się do granic z roku 1937.
Byli partyzanci skupili się wokół Frontu Narodowego, natomiast opozycja wokół monarchistycznej Partii Demokratycznej grupującej działaczy z kraju i z emigracji. Celem Partii Demokratycznej było zawiązanie z komunistami rządu koalicyjnego i powrót do systemu przedwojennego. Partia Demokratyczna popierana była przez wyższą hierarchię kościelną i część rolników. Najsilniejszą partią Frontu Narodowego byli komuniści, partia ta liczyła w 1941 zaledwie 12 tysięcy członków, z czego 9 tysięcy zginęło w czasie walk z okupantami. W chwili wyzwolenia kraju partia liczyła już 141 066 członków. Przeciwko KPJ wystąpiły grupy podziemne składające się z byłych żołnierzy oddziałów kolaboracyjnych. Ich liczebność ocenia się na około 12 tysięcy partyzantów. Trzysta tysięcy osób uciekło z państwa, natomiast dwieście tysięcy pozbawiono prawa wyborczego ze względu na kolaborację z okresu wojny.
W listopadzie 1945 republikański Front Ludowy, na czele z Komunistyczną Partią Jugosławii, wygrał wybory uzyskując przytłaczającą większość głosów, jednakże wybory zostały zbojkotowane przez monarchistów. Kandydaci Frontu Narodowego uzyskali 90% głosów. Po zdecydowanej wygranej, Tito został zatwierdzony jako premier i minister spraw zagranicznych FLRJ, oprócz tego uzyskał stanowisko komendanta naczelnego armii. Wicepremierem mianowano Edvarda Kardelija. W tym samym roku utworzono nowe państwo federacyjne o nazwie Socjalistyczna Federacyjna Republika Jugosławii.

#### KPJ jako partia rządząca
W przeciwieństwie do innych nowych państw demokracji ludowej w Europie Środkowo-Wschodniej, Jugosławia wyzwoliła się spod okupacji z ograniczonym wsparciem ze strony ZSRR. Po II wojnie światowej doszło do incydentów zbrojnych pomiędzy Jugosławią a pozostałymi aliantami. Po wojnie Jugosławia uzyskała bowiem dawne terytoria Włoch na Istrii, a także miasta Zadar i Rijeka. Tito chciał też włączyć do kraju miasto Triest, czemu sprzeciwili się alianci zachodni. Doprowadziło to do kilku incydentów zbrojnych, jednym z nich była bitwa między samolotami jugosłowiańskimi a amerykańskimi, która spowodowała gorzką krytykę KPJ ze strony zachodu. KPJ utworzyła plan militarny „Maksimum”, zakładał on uderzenie militarne na Włochy i Grecję i wywołanie tam rewolucji, w przypadku gdy Jugosławia zostanie zaatakowana przez któreś z tych państw lub Stany Zjednoczone. Plany te budziły u Stalina niepokój i były o tyle możliwe do zrealizowania, że w lipcu 1948 roku po nieudanym zamachu na lidera Włoskiej Partii Komunistycznej, Palmiro Togliattiego, na przemysłowej północy kraju doszło do zrywu robotniczego.
10 lutego 1948 na moskiewskim spotkaniu z komunistami z partii z Jugosławii i Bułgarii, Stalin opowiedział się „za ukróceniem ich (partyzantów greckich) walki i zaprzestaniem pomocy, której udziela się im z terytorium Jugosławii, Albanii i Bułgarii”. Wbrew Stalinowi, KPJ zwrócił się do greckiego ruchu oporu, aby ten kontynuował walkę zbrojną i obiecał im udzielenie pomocy, a ponadto partia prowadziła rozmowy z hiszpańskim ruchem oporu.

##### Walka stalinistów i titoistów
Wielu działaczy KPJ pozostawało niechętnych Sowietom. Wśród nich znalazł się weteran wojny w Hiszpanii i partyzantki antyniemieckiej, Koča Popović. Popović oskarżał doradców radzieckich o próby ograniczenia potencjału militarnego kraju i wtrącanie się w wewnętrzne sprawy kraju. Ze strony Stalina pod adresem KP Jugosławii padły oskarżenia o złe traktowanie radzieckich doradców, oddanie czołowych stanowisk w rządzie w ręce agentów zachodu czy przyjęcie trockizmu. Sytuacja nie była dla Sowietów zbyt ciekawa choćby dlatego, że jeszcze w okresie trwania wojny KPJ wywierała wpływ na pozostałe partie komunistyczne kontynentu. Po zakończeniu wojny, KPJ popierała rozszerzenie rewolucji na całą Europę, co odrzucał Stalin obawiający się zbrojnej konfrontacji.
W kwietniu 1948 odbyło się spotkanie KC KP. Na plenum przygotowano odpowiedzi na zarzuty postawione przez Stalina. Poproszono stronę sowiecką o wysłanie do Jugosławii zespołu, który mógłby pomóc w rozwiązaniu wszystkich sporów i zaprotestowano przeciwko naruszaniu suwerenności i niepodległości Jugosławii. Odmówiono udziału w dyskusji ideologicznej i odpowiedziano na oskarżenia personalne. Zanim KC dostało odpowiedź z ZSRR, swoje listy wysłały KC partii węgierskiej, rumuńskiej, bułgarskiej i czechosłowackiej, w których skrytykowały one politykę KPJ i wyraziły solidarność ze Związkiem Radzieckim, KPJ nie została poddana krytyce jedynie przez Polską Partię Robotniczą. 4 maja przedstawiciele ZSRR upomnieli Tito i Komunistyczną Partię Jugosławii i ogłosili, że nie mają zamiaru naprawiać w swoim kraju tego, co KPJ nazwał błędami systemowymi. Józef Stalin jeszcze w maju ponownie zaatakował KP Jugosławii i oznajmił, że problem jugosłowiański będzie przedyskutowany na zjeździe Kominformu (organizacji grupującej partie komunistyczne) niezależnie od tego czy pojawią się na niej przedstawiciele KPJ.
Wiedząc, że Kominform ma wśród członków KPJ bardzo duże poparcie, Tito starał się jeszcze dojść do porozumienia ze Stalinem, ponadto zbyt wczesne rozstanie się z blokiem wschodnim nie było korzystne dla Jugosławii ze względu na jej konflikt z mocarstwami zachodnimi, dodatkowo wśród Czarnogórców i Serbów popularna była opcja prorosyjska historycznie związana z okresem walk z Turkami. Na kolejnym ze spotkań Komitetu Centralnego ustalono, że w lipcu ruszy V Kongres partii, na którym Tito odwoła się do całej partii, a partia nie weźmie udziału w spotkaniu Biura w Bukareszcie. W obliczu kryzysu Tito rozważał podanie się do dymisji, od pomysłu odciągnęło go jednak jego najbliższe otoczenie. 8 czerwca KPJ odebrało list od Komitetu Centralnego PPR, w którym przekonywano Jugosłowian do udziału w spotkaniu Kominformu i zgłoszono chęć mediacji.
Ostatecznie 28 czerwca 1948 usunięto KPJ z Kominformu, powołano się przy tym na „nacjonalistyczne elementy”, które miały rzekomo przejąć dominującą pozycję w kierownictwie KPJ. Negowanie radzieckiego przywództwa przyniosło Ticie duży rozgłos na świecie, ale również zapoczątkowało okres niestabilności często zwany okresem Informbiura (Biura Informacyjnego). 21 lipca rozpoczął się V Kongres partii jugosłowiańskiej, w którym udział wzięły 2344 osoby. W trakcie kongresu Tito odpowiedział na oskarżenia stalinistów. Duża część komunistów jugosłowiańskich opowiedziała się za polityką Kominformu, np. w Czarnogórze za instytucją opowiedziało się czterech spośród dziewięciu członków tamtejszego komitetu KPJ, niektóre komitety miejskie i jedna trzecia działaczy partii komunistycznej. Staliniści w Czarnogórze próbowali nawet utworzyć własny ruch partyzancki. Do frakcji kominformowców dołączył generał Arso Jovanović, dawny wojskowy armii królewskiej, który przeszedł do wojsk komunistów. ZSRR prawdopodobnie chciał powołać w Bukareszcie satelicki rząd emigracyjny Jugosławii, do którego dołączyć miał generał Jovanović, generał próbował przedostać się do stalinowskiej Rumunii (gdzie przeniesiono kierownictwo Kominformu), lecz został zastrzelony podczas nielegalnej próby przekroczenia granicy. W kraju rozpoczęły się represje wobec stalinistów, a część z nich trafiła do więzień.
W 1952 partia zmieniła nazwę na Związek Komunistów Jugosławii, miało być to zgodne z zaleceniami Karola Marksa. Na kongresie partii w tym samym roku skrytykowano zarówno blok wschodni, jak i zachodni.

##### Konflikt Tito-Đilas
W latach 50. w obrębie KPJ doszło do konfliktu Tity z Milovanem Đilasem, wówczas jednym z sekretarzy Komitetu Centralnego KPJ, a zarazem przewodniczącym Zgromadzenia Narodowego Jugosławii. Konflikt między dwójką działaczy zaczął się jeszcze w czasie walki ze stalinizmem na przełomie lat 40. i 50. W trakcie tego konfliktu Đilas ogłosił się przeciwnikiem marksizmu-leninizmu i głosił wolność działania organizacji o charakterze politycznym. Według Đilasa ideologia socjalizmu naukowego zestarzała się i wymaga odnowy i demokratyzacji. Đilas oskarżał kierownictwo KPJ o oderwanie się od rewolucji i występował przeciwko przywilejom, z których korzystali działacze partyjni. 11 października 1953 r. Đilas na łamach komunistycznego pisma „Borba” opublikował artykuł, w którym poddał krytyce politykę partii. Następnie w piśmie ukazało się kolejnych szesnaście utrzymanych w podobnym tonie artykułów. Đilas zaatakował samego Titę, którego oskarżył o skupianie w swym ręku zbyt dużej władzy, otaczanie się pochlebcami, akceptowanie kultu własnej osoby i zapędy dyktatorskie.
Na życzenie Broza w styczniu następnego roku Komitet Wykonawczy KC ZKJ potępił artykuły Đilasa. Broz uważał, że Đilas jest zagrożeniem dla jedności partii i odrzucił tezy Đilasa twierdząc, że nie uwzględnił on tego, iż w Jugosławii cały czas istnieje klasa robotnicza. Oskarżył go również o chęć likwidacji partii. Broz nie przestał uznawać Djilasa za komunistę i pozwolił na jego dalszą działalność w Związku Komunistów. Josip Broz wkrótce zrewidował stanowisko i na jego życzenie partia na III Plenum wykluczyła radykalnego Đilasa ze swych szeregów, a w 1957 r. został on pozbawiony funkcji publicznych oraz uwięziony. Đilas kontynuował swoją kampanię przeciwko władzom partyjnym z więzienia, a za granicą ukazało się kilka książek jego autorstwa.

#### Ostatnie lata rządów Tity, kryzys w latach 80. i samorozwiązanie
W latach 60. scentralizowana struktura przywództwa Związku Komunistów Jugosławii zaczęła być likwidowana wraz z wykluczeniem z ZKJ i odsunięciem z funkcji państwowych jednego z liderów partii i państwa oraz twardogłowego zwolennika centralizmu Aleksandra Rankovicia w 1966 roku, a kulminacją tych zmian były reformy społeczne i polityczne, które doprowadziły do uchwalenia nowej Konstytucji Jugosławii w 1974, która zreformowała ustrój polityczny i samorządowy.
Po śmierci Tity w 1980 roku ZKJ przyjęła model kolektywnego przywództwa, a prezydencja partii zmieniała się co roku. Wpływy partii na funkcjonowanie państwa spadły w związku z kryzysem narodowościowym i dążeniami secesyjnymi w republikach wchodzących w skład Jugosławii (m.in. Chorwacka Wiosna) zarazem dając więcej władzy lokalnym strukturom partii. W połowie lat 80. członkostwo w partii wzrastało, osiągając dwa miliony członków, ale członkostwo uznano za mniej prestiżowe niż w przeszłości.
Slobodan Milošević został szefem Związku Komunistów Serbii w 1987 roku i połączył pewne serbskie ideologie nacjonalistyczne ze sprzeciwem wobec liberalnych reform. Rosnący rozłam wśród lokalnych oddziałów ZKJ i konflikty narodowościowe doprowadziły do rozpadu Związku Komunistów Jugosławii na nadzwyczajnym XIV kongresie, który odbył się w styczniu 1990 roku w Belgradzie. Podczas tego kongresu zjazdu Chorwaci, Słoweńcy oraz Macedończycy zaproponowali utworzenie luźnej konfederacji, co odrzucili Serbowie, a w okresie poprzedzającym ten kongres doszło do konfliktów pomiędzy serbskimi a słoweńskimi komunistami. W rezultacie słoweńska delegacja wspierana przez delegacje chorwacką, bośniacką i macedońską opuściła obrady, a kongres ten został przerwany, co oznaczało koniec trwających 45 lat rządów ZKJ i samorozwiązanie tego ugrupowania, które stało się jednym z kluczowych momentów rozpadu Jugosławii na początku lat 90. W miejscu lokalnych oddziałów ZKJ w każdej republice związkowej Jugosławii powstały partie głównie odwołujące się do centrolewicy i socjaldemokracji.

## Ideologia
Po wojnie Jugosłowianie, tworząc nowy model socjalizmu, nie korzystali z innych wzorców, a ich jedynym nawiązaniem do przeszłości była demonstracja robotników z 15 lutego 1876 w Kragujevcu, gdy strajkujący pracownicy wywiesili czerwony sztandar z napisem „Samouprava”, czyli „samorząd”. KPJ nawiązał bliskie kontakty z dużą liczbą partii socjaldemokratycznych. Partia stała się jednym z rzeczników niezaangażowania, przełomem stała się konferencja w Bandungu (Indonezja) na wiosnę 1955, a partia przyjęła koncepcję „Panczaszila”, czyli pięciu zasad pokojowej współpracy.

## Nazwy partii na przestrzeni lat
- 1919 - Socjalistyczna Partia Robotnicza Jugosławii
- 1919 - 1952 - Komunistyczna Partia Jugosławii
- 1952 - 1990 - Związek Komunistów Jugosławii

## Przewodniczący Związku Komunistów Jugosławii (Socjalistycznej Partii Robotniczej Jugosławii, Komunistycznej Partii Jugosławii)
| imię i nazwisko                   | okres                                       | Republika            |
| --------------------------------- | ------------------------------------------- | -------------------- |
| Milan Gorkić                      | 1936 - listopad 1937                        | Bośnia i Hercegowina |
| Josip Broz Tito                   | listopad 1937 – 4 maja 1980                 | Chorwacja            |
| Branko Mikulić (p.o.)             | 19 października 1978 – 23 października 1979 | Bośnia i Hercegowina |
| Stevan Doronjski (p.o. do 4 maja) | 23 października 1979 – 20 października 1980 | Wojwodina            |
| Lazar Mojsov                      | 20 października 1980 – 20 października 1981 | Macedonia            |
| Dušan Dragosavac                  | 20 października 1981 – 29 czerwca 1982      | Chorwacja            |
| Mitja Ribičič                     | 29 czerwca 1982 – 30 czerwca 1983           | Słowenia             |
| Dragoslav Marković                | 30 czerwca 1983 – 26 czerwca 1984           | Serbia               |
| Ali Shukrija                      | 26 czerwca 1984 – 25 czerwca 1985           | Kosowo               |
| Vidoje Žarković                   | 25 czerwca 1985 – 26 czerwca 1986           | Czarnogóra           |
| Milanko Renovica                  | 28 czerwca 1986 – 30 czerwca 1987           | Bośnia i Hercegowina |
| Boško Krunić                      | 30 czerwca 1987 – 30 czerwca 1988           | Wojwodina            |
| Stipe Šuvar                       | 30 czerwca 1988 – 17 maja 1989              | Chorwacja            |
| Milan Pančevski                   | 17 maja 1989 – 30 czerwca 1990              | Macedonia            |